# Berthe Morisot cu evantai
Berthe Morisot cu evantai este o pictură în ulei pe pânză din 1874 a pictorului francez Édouard Manet. Este ultimul dintre cele douăsprezece portrete pe care Manet le-a realizat având-o drept model pe Berthe Morisot între 1868 și 1874, pictat imediat după căsătoria acesteia cu fratele pictorului Eugène, după care ea nu a mai pozat pentru el. O prezintă îmbrăcată în doliu după tatăl ei, dar purtând un inel de logodnă.
A intrat în colecția lui Morisot, posibil direct de la artist, înainte de a fi donată statului francez în 1999. A fost alocată inițial către Musée d'Orsay înainte de a fi mutat în 2000 la Palais des Beaux-Arts din Lille, unde este încă expusă.